# 大汕
石濂（越南语：／，1633年—1704年），又名釋大汕（越南语：／），號石頭陀（越南语：／），明末清初僧人，曹洞宗第29代法嗣。
石濂大汕俗姓徐，是江西九江人。他通曉學問、詩文、繪畫、書法、天文、地輿、算術、手工等。明朝末年，清軍入關，他拒絕出仕為官，便告別老母，剪去頭髮出家為僧，雲遊各地，拜曹洞宗僧人覺浪道盛為師。16歲時，覺浪圓寂，石濂繼續修行。後來石濂成為廣東的長壽寺的住持。
當時割據廣南的義主阮福溙派遣謝元韶前往清朝，探訪高僧。元韶在廣東遇上石濂，發現其通曉禪學，便邀請他來廣南。石濂謝絕邀請，直至1694年，61歲的石濂才應邀前往廣南。明主阮福淍大喜，封為國師，安置在天姥寺。
1702年，阮福淍派石濂大汕出使清朝，請求冊封自己為大越國王，遭到康熙帝拒絕。時任廣東按察使許嗣興厭惡其為人，將其逮捕下獄，發回原籍。途中死於贛州。著有《離六堂集》、《海外紀事》等。